# Nate Orchard
Nathaniel Fakahafua Orchard, nato Napa'a Lilo Fakahafua (Los Angeles, 5 gennaio 1993), è un giocatore di football americano statunitense che milita nel ruolo di outside linebacker per il Washington Football Team della National Football League (NFL).

## Biografia

### Cleveland Browns
Dopo avere giocato al college a football all'Università dello Utah dove vinse il Ted Hendricks Award come miglior defensive end del college football nel 2014, Orchard fu scelto nel corso del secondo giro (51º assoluto) del Draft NFL 2015 dai Cleveland Browns. Debuttò come professionista subentrando nella gara del secondo turno contro i Tennessee Titans, mettendo a segno un tackle. Il primo intercetto in carriera fu ai danni di Alex Smith dei Kansas City Chiefs nel penultimo turno. La sua stagione da rookie si concluse con 36 tackle e 3 sack in 15 presenze, di cui 11 come titolare.

## Palmarès
- Ted Hendricks Award - 2014

## Statistiche
| Partite totali      | 15  |
| Partite da titolare | 11  |
| Tackle              | 36  |
| Sack                | 3,0 |
| Intercetti          | 1   |

Statistiche aggiornate alla stagione 2015

## Vita privata
Orchard ha cambiato legalmente il proprio nome da Napa'a Lilo Fakahafua a Nathaniel Fakahafua Orchard in onore della sua famiglia adottiva. È sposato con Maegan Webber Orchard ed ha una figlia chiamata Katherine Mae Orchard, dal nome di sua madre Katherine Orchard.